# Christopher Boyd Brown
Christopher Boyd Brown (* 16. září 1972) je americký teolog a církevní historik.
Absolvoval Harvard University a Concordia Seminary v St.Louis. V současnosti vyučuje na Bostonské univerzitě. Je vedoucím editorem rozšířeného amerického vydání Lutherova díla.
Věnuje se obdobím renesance, reformace, protireformace, ortodoxie a pietismu; zejména pak problematice reformační zbožnosti, písňové tvorbě a kázání v sociálním kontextu.
V češtině vyšla jeho monografie Zpívání evangelia (2019), která zkoumá význam luterské hymnologie pro šíření reformačního učení na případu města Jáchymova.